# 배드 미츠 이블
배드 미츠 이블(Bad Meets Evil)은 로이스 다 5'9"와 에미넴으로 이루어진 힙합 듀오이다.